# Spremberg
Spremberg (baix sòrab: Grodk) és una ciutat alemanya que pertany a l'estat de Brandenburg. Es troba a 20 kilòmetres de Cottbus i a 25 kilòmetres de la frontera amb Polònia.

## Evolució demogràfica
- Evolució demogràfica en els límits de 2020
- Evolució actual i les previsions demogràfiques

| Any  | Població |
| ---- | -------- |
| 1875 | 19 546   |
| 1890 | 20 239   |
| 1910 | 24 472   |
| 1925 | 27 178   |
| 1933 | 29 205   |
| 1939 | 30 989   |
| 1946 | 26 555   |
| 1950 | 27 879   |
| 1964 | 37 222   |
| 1971 | 32 635   |
| 1981 | 30 565   |
| 1985 | 30 739   |
| 1989 | 30 195   |

| Any  | Població |
| ---- | -------- |
| 1990 | 29 665   |
| 1991 | 29 116   |
| 1992 | 28 843   |
| 1993 | 28 872   |
| 1994 | 29 165   |
| 1995 | 28 935   |
| 1996 | 28 974   |
| 1997 | 28 881   |
| 1998 | 28 588   |
| 1999 | 28 407   |

| Any  | Població |
| ---- | -------- |
| 2000 | 28 160   |
| 2001 | 27 715   |
| 2002 | 27 376   |
| 2003 | 27 059   |
| 2004 | 26 888   |
| 2005 | 26 416   |
| 2006 | 25 952   |
| 2007 | 25 484   |
| 2008 | 25 050   |
| 2009 | 24 718   |

| Any  | Població |
| ---- | -------- |
| 2010 | 24 373   |
| 2011 | 22 773   |
| 2012 | 22 618   |
| 2013 | 22 431   |
| 2014 | 22 326   |
| 2015 | 22 232   |
| 2016 | 22 750   |
| 2017 | 22 456   |
| 2018 | 22 175   |
| 2019 | 21 998   |
| 2020 | 21 749   |

## Ajuntament

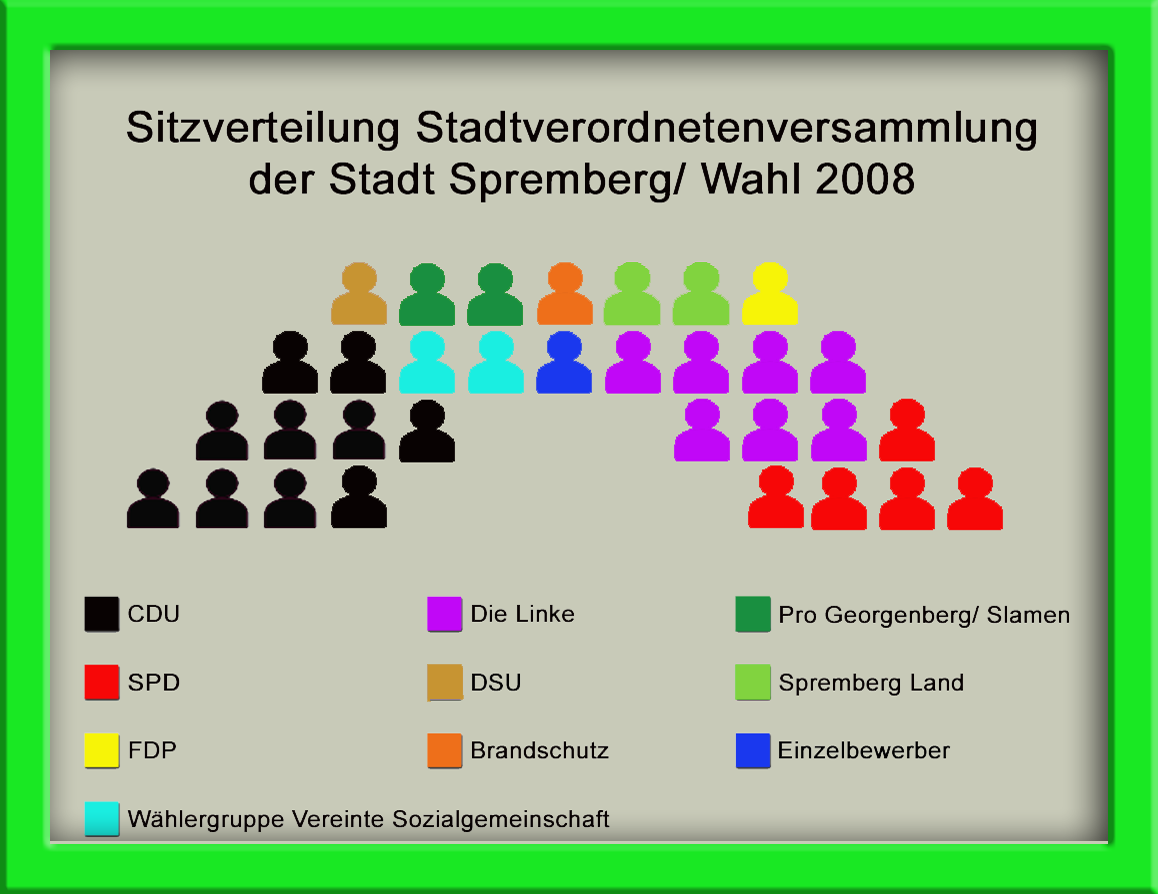
Composició de l'Ajuntament a les municipals de 2008

El consistori està format per 33 regidors, repartits 
- CDU 10 regidors (31,9%)
- Die Linke 7 regidors (21,3%)
- SPD 5 regidors (16,9%)
- FDP 1 regidor (3,3%)
- Wahlergruppe, 2 regidors (6,7%)
- Pro Georgenberg/Slamen, 2 regidors (5,3%)
- Spremberg Lan, 2 regidors (4,9%)
- Brandschutz, 1 regidor (4,2%)
- Independents, 1 regidor (2,7%)
- DSU 1 regidor (1,3%)

## Fills il·lustres
- Emil Fromm, compositor i organista (1835-[...?])